# Ленинский район (Смоленск)
Ле́нинский райо́н — внутригородской район города Смоленска.

## География
Район расположен в юго-западной части города Смоленска и занимает территорию 23,71 км².

## История
Ленинский район города Смоленска образован указом президиума Верховного Совета РСФСР № 673 от 4 декабря 1979 года.

## Население
Численность постоянного населения Ленинского района составляет 103,2 тыс. человек, что составляет 32,5 % от численности населения города.

## Транспорт

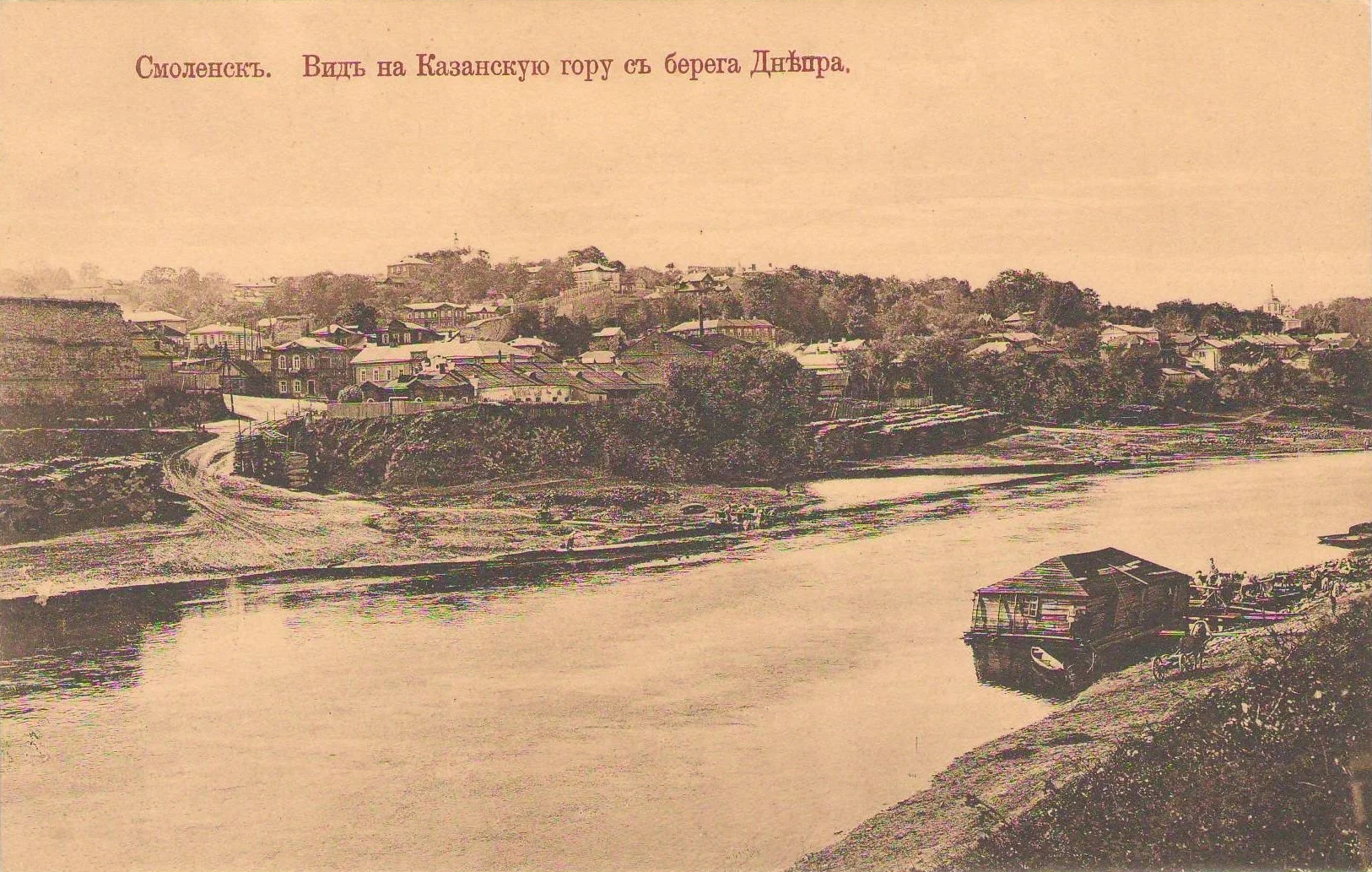
Вид на Казанскую гору (район современной улицы Краснофлотской), территория нынешнего Ленинского района. Фотография начала XX века

Количество улиц в районе — 153, из них:
- протяжённость дорог с асфальтобетонным покрытием составляет 41 км;
- протяжённость дорог с твёрдым покрытием — 54 км.

Основные магистрали: ул. Дзержинского, ул. Николаева, ул. Нормандии-Неман, ул. Багратиона, ул. Октябрьской революции (пешеходная), ул. Большая Советская, проспект Гагарина.
Городской общественный транспорт представлен автобусами, троллейбусами, трамваями и маршрутными такси.